# Staphylococcus intermedius
Staphylococcus intermedius ist ein rundliches, nicht sporenbildendes, grampositives Bakterium aus der Gattung der Staphylokokken. Es ist fakultativ anaerob und Koagulase-positiv. Nach der älteren Systematik wurde es als Biovar E und F der Hundevarietät von Staphylococcus aureus bezeichnet. S. intermedius ist der häufigste Eitererreger bei Hunden und Katzen, bei anderen Tieren oder dem Menschen spielt es keine Rolle.
Staphylococcus intermedius kommt als Bestandteil der natürlichen Hautflora auf der Haut, insbesondere der Analregion, auch bei gesunden Tieren vor. Bei Störungen des natürlichen Gleichgewichts oder Verletzungen ruft er eitrige Entzündungen der Haut (Pyodermie), der Gebärmutter (Pyometra), des Ohrs (Otitis externa) oder von Wunden (Wundinfektion) hervor.